# Eurocopa 1976
La Eurocopa de fútbol de 1976 tuvo lugar en Yugoslavia entre el 16 de junio y el 20 de junio de 1976 fue la V edición del torneo.
La final fue disputada por las selecciones de Alemania Federal y Checoslovaquia y se demoró hasta la tanda de penaltis, donde Antonín Panenka fue el héroe al marcar el tanto decisivo de la tanda con una vaselina por el centro de la portería, estilo de lanzamiento al que dio nombre. Y de ese modo Checoslovaquia se impuso a los vigentes campeones del mundo. El balón oficial fue Telstar Durlast, fabricado por la compañía alemana Adidas.

## Sedes
Conocidos los cuatro semifinalistas, la UEFA otorgó la organización de la fase final a Yugoslavia, subcampeona europea en 1960 y 1968.
| \| Zagreb Belgrado \| |
| Belgrado              |
| Estadio Crvena Zvezda |
| Capacidad: 54 000     |
|                       |
| Zagreb                |
| Estadio Maksimir      |
| Capacidad: 45 000     |
|                       |
| Zagreb Belgrado       |

## Equipos participantes
En cursiva los países debutantes en la competición.
| Equipos participantes | Equipos participantes | Equipos participantes | Equipos participantes |
| --------------------- | --------------------- | --------------------- | --------------------- |
| Alemania Federal      | Checoslovaquia        | Países Bajos          | Yugoslavia            |

## Resultados
- Las horas indicadas en los partidos corresponden al huso horario local de Yugoslavia: Hora central europea – CET: (UTC+1).

### Cuadro
|  | Semifinales             | Semifinales      |                              |       | Final | Final |
|  |                         |                  |                              |       |       |       |
|  | 16 de junio – Zagreb    |                  |                              |       |       |       |
|  |                         |                  |                              |       |       |       |
|  | Checoslovaquia (t.s.)   | 3                |                              |       |       |       |
|  | Checoslovaquia (t.s.)   | 3                | 20 de junio – Belgrado       |       |       |       |
|  | Países Bajos            | 1                |                              |       |       |       |
|  | Países Bajos            | 1                | Checoslovaquia (p.)          | 2 (5) |       |       |
|  | 16 de junio – Belgrado  |                  | Checoslovaquia (p.)          | 2 (5) |       |       |
|  |                         | Alemania Federal | 2 (3)                        |       |       |       |
|  | Yugoslavia              | Alemania Federal | 2 (3)                        | 2     |       |       |
|  | Yugoslavia              |                  |                              | 2     |       |       |
|  | Alemania Federal (t.s.) | 4                |                              |       |       |       |
|  | Alemania Federal (t.s.) | 4                | Partido por el tercer puesto |       |       |       |
|  |                         |                  |                              |       |       |       |
|  | 19 de junio – Zagreb    |                  |                              |       |       |       |
|  |                         |                  |                              |       |       |       |
|  | Países Bajos (t.s.)     | 3                |                              |       |       |       |
|  | Países Bajos (t.s.)     | 3                |                              |       |       |       |
|  | Yugoslavia              | 2                |                              |       |       |       |

#### Semifinales
| 16 de junio de 1976, 20:15 | Checoslovaquia                         | 3:1 (1:1, 1:0) (t. s.)(2:0 t. s.) | Países Bajos      | Estadio Maksimir, Zagreb                                 |                                                          |
| | Ondruš 20' · Nehoda 114' · Veselý 119' |                                   | Ondruš 77' (a.g.) | Asistencia: 17 969 espectadores Árbitro(s): Clive Thomas | Asistencia: 17 969 espectadores Árbitro(s): Clive Thomas |
| Primera clasificación de Checoslovaquia a la final de una Eurocopa. Anton Ondruš se convierte en el primer jugador en marcar un autogol en una Eurocopa, también fue el único en marcar gol y autogol en un mismo partido hasta la Eurocopa 2024 donde Klaus Gjasula repitió lo mismo contra Croacia |                                        |                                   |                   |                                                          |                                                          |

| 17 de junio de 1976, 20:15 | Yugoslavia                | 2:4 (2:2, 2:0) (t. s.)(0:2 t. s.) | Alemania Federal                      | Estadio Estrella Roja, Belgrado                             |                                                             |
|                            | Popivoda 18' · Džajić 32' |                                   | Flohe 65' · D. Müller 80', 115', 118' | Asistencia: 50 562 espectadores Árbitro(s): Alfred Delcourt | Asistencia: 50 562 espectadores Árbitro(s): Alfred Delcourt |

#### Tercer puesto
| 19 de junio de 1976, 20:15 | Países Bajos                     | 3:2 (2:2, 2:1) (t. s.)(1:0 t. s.) | Yugoslavia                  | Estadio Maksimir, Zagreb                                       |                                                                |
|                            | Geels 27', 107' · De Kerkhof 37' |                                   | Katalinski 43' · Džajić 83' | Asistencia: 6 766 espectadores Árbitro(s): Walter Hungerbühler | Asistencia: 6 766 espectadores Árbitro(s): Walter Hungerbühler |

#### Final
| 20 de junio de 1976, 20:15 | Checoslovaquia                               | 2:2 (2:2, 2:1) (t. s.)(0:0 t. s.)(5:3 p.) | Alemania Federal                   | Estadio Estrella Roja, Belgrado                            |                                                            |
| | Švehlík 8' · Dobiaš 25'                      |                                           | D. Müller 28' · Hölzenbein 89'     | Asistencia: 30 790 espectadores Árbitro(s): Sergio Gonella | Asistencia: 30 790 espectadores Árbitro(s): Sergio Gonella |
| |                                              | Tiros desde el punto penal                |                                    |                                                            |                                                            |
| | Masný · Nehoda · Ondruš · Jurkemik · Panenka |                                           | Bonhof · Flohe · Bongartz · Hoeneß |                                                            |                                                            |
| Primera final de Eurocopa que se define por medio de los tiros desde el punto penal; Panenka definió la tanda con su icónico estilo de ejecución. |                                              |                                           |                                    |                                                            |                                                            |

|                           |
| Bandera de Checoslovaquia |
| Campeón Checoslovaquia    |
| 1.er título               |

## Estadísticas

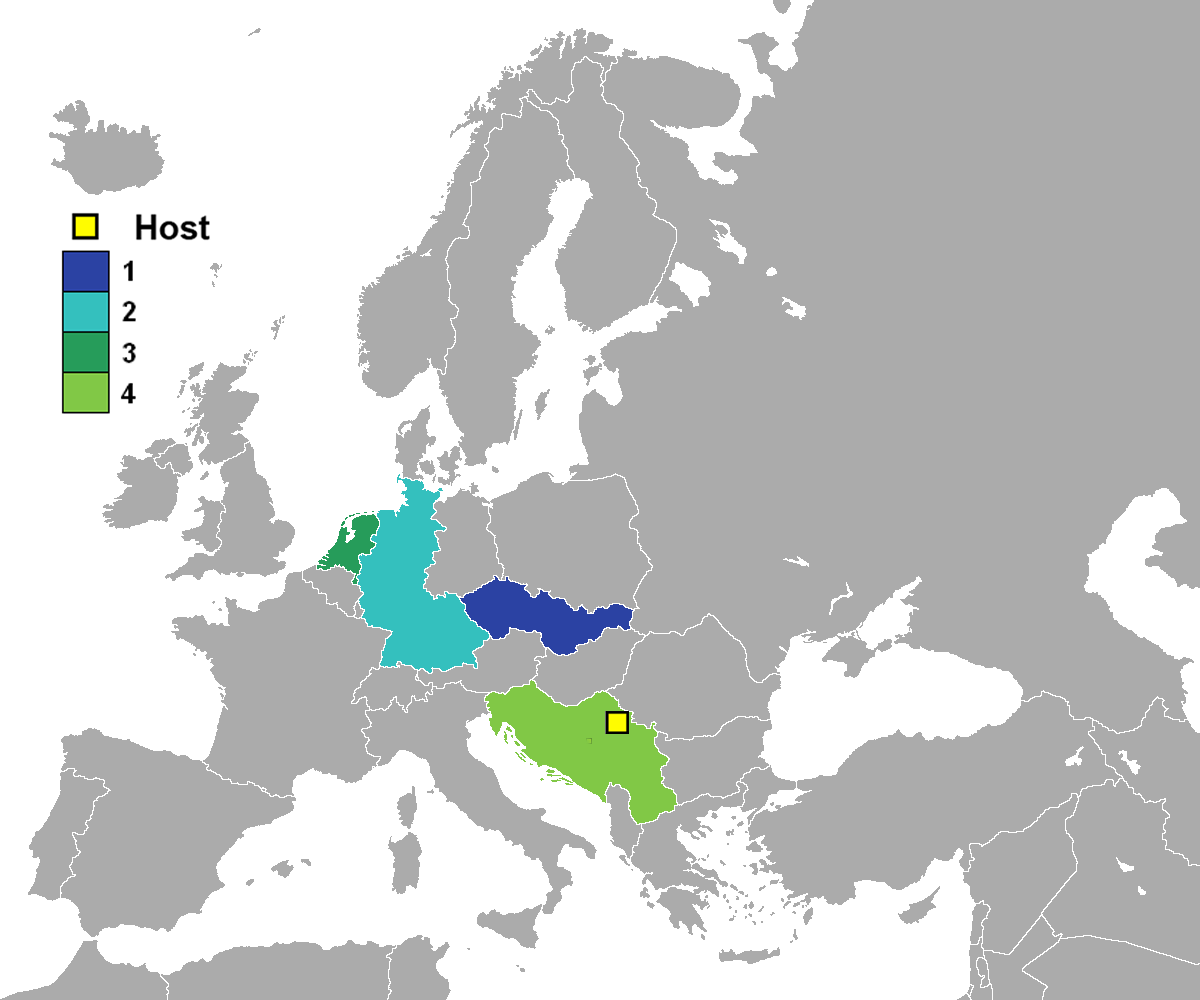
Mapa según los resultados de la Euro 1976.

### Clasificación general
| Pos. | Selección        | Pts | PJ | PG | PE | PP | GF | GC | Dif. | Rend. |
| ---- | ---------------- | --- | -- | -- | -- | -- | -- | -- | ---- | ----- |
| 1    | Checoslovaquia   | 3   | 2  | 1  | 1  | 0  | 5  | 3  | 2    | 75%   |
| 2    | Alemania Federal | 3   | 2  | 1  | 1  | 0  | 6  | 4  | 2    | 75%   |
| 3    | Países Bajos     | 2   | 2  | 1  | 0  | 1  | 4  | 5  | −1   | 50%   |
| 4    | Yugoslavia       | 0   | 2  | 0  | 0  | 2  | 4  | 7  | −3   | 0%    |

## Goleadores
4 goles
- Dieter Müller

2 goles
- Ruud Geels
- Dragan Džajić

1 gol
- Karol Dobiaš
- Zdeněk Nehoda
- Anton Ondruš
- Ján Švehlík
- František Veselý
- Willy van de Kerkhof
- Heinz Flohe
- Bernd Hölzenbein
- Josip Katalinski
- Danilo Popivoda

Autogol
- Anton Ondruš (ante Países Bajos)

## Premios
Equipo ideal de la UEFA
| Portero    | Defensas          | Centrocampistas | Delanteros    |
| Ivo Viktor | Ján Pivarník      | Rainer Bonhof   | Zdeněk Nehoda |
|            | Ruud Krol         | Jaroslav Pollák | Dieter Müller |
|            | Anton Ondruš      | Antonín Panenka |               |
|            | Franz Beckenbauer | Dragan Džajić   |               |

## Anécdotas
En la tanda de penaltis de la final, Panenka convirtió el lanzamiento decisivo. Bajo los palos estaba Sepp Maier, legendario portero del Bayern de Múnich. Panenka se acercó a la pelota y un instante antes de golpear el balón se dio cuenta de que Maier se estiraba hacia el lado izquierdo. El centrocampista checo conectó con la punta de la bota la parte inferior de la pelota que se levantó un par de metros haciendo una vaselina. El balón acabó entrando lentamente por el centro de la portería, sin que el meta alemán, que ya estaba en el suelo, pudiera hacer nada para reaccionar.
Este gol ha pasado a la historia del fútbol hasta el punto de que a un penalti convertido de esta forma se le llama popularmente como «penalti al estilo Panenka».